# 協興萬春橋
協興萬春橋位於四川省廣安市廣安區，文物遺址年代判定為清。2012年7月16日公佈為第八批四川省文物保護單位。
協興萬春橋，又名高橋或五娘橋，位於四川省廣安市廣安區協興鎮春堡村7組，建於清同治八年（1869）。東西跨濃溪河。單孔券拱石拱橋，拱跨27.3公尺，拱高16.75公尺。橋面用石板鋪砌，橋面長60公尺，寬8.17公尺。橋兩端分別置15級、28級臺階。橋欄陰刻楷書“萬春橋”，浮雕有人物圖案，東西盡頭置有石獅2只。橋拱頂有鎖橋石龍，鎖橋石下刻有“皇清同治八年（1869）己巳口口下洗口口氏男時宜同續周氏人和建修萬春橋萬人緣”等字。兩端橋臺呈八字用條石堆砌。協興萬春橋氣勢雄偉，建築工藝和雕刻藝術亦達到較高水準，為研究當地的古代交通及橋樑建築工藝提供了不可多得的實物資料。2005年，協興萬春橋被廣安市人民政府公佈為市級文物保護單位。